# Gesundheitszirkel
Ein Gesundheitszirkel ist ein Instrument der gesundheitsförderlichen Praxis, das in unterschiedlichen Settings zum Einsatz kommt und zum Standardrepertoire anspruchsvoller Prozesse der betrieblichen Gesundheitsförderung zählt.
Gesundheitszirkel sind analog zum Qualitätszirkel aufgebaute betriebliche Gruppenaktivitäten, um die betriebliche Gesundheit zu fördern. Mit Gesundheitszirkeln versucht man das Erfahrungswissen von Beschäftigten mit dem Fachwissen von Experten zusammenzubringen und auf diese Weise gesundheitsgefährdende und krankmachende Faktoren am Arbeitsplatz und seiner Umwelt zu identifizieren, zu analysieren und Lösungsansätze zu entwickeln.

## Organisation
Aus dem fraglichen Arbeitsbereich werden circa fünf Personen entsandt. Hinzu kommen – wenn vorhanden – der Betriebsarzt oder die Fachkraft für Arbeitssicherheit. Dazu kommen je ein Vertreter des Betriebs- oder Personalrates und der Leitung. Die Leitung wird von einem Moderator übernommen, der entsprechend ausgebildet ist und typischerweise nicht aus dem fraglichen Arbeitsbereich kommt, im Zweifel ist dies ein externer Berater. Für die Beschäftigten ist die Zirkelarbeit Arbeitszeit.
In größeren Organisationen werden parallel mehrere Gesundheitszirkel aktiv sein. Dann werden diese durch einen Arbeitskreis Gesundheitsförderung (AKG) koordiniert. Dieser achtet darauf, dass in der Zirkelarbeit keine Vermischung mit anderen betrieblichen Themen außer Gesundheit eintritt. Wesentliche Aufgabe der Gesundheitszirkel ist es:
- bisher wenig auffällige Gesundheitsbelastungen an den Arbeitsplätzen ausfindig zu machen,
- bekannte, aber noch nicht behobene Gesundheitsbelastungen neu anzusprechen sowie
- Vorschläge zur Beseitigung von Gesundheitsgefahren sowie einer gesundheitsgerechten Arbeitsgestaltung zu entwickeln.

Für die Mitarbeiter bietet der Zirkel die Möglichkeit, aktiv an der Arbeitsgestaltung mitzuwirken und die Aufmerksamkeit für Fragen des Arbeits- und Gesundheitsschutzes zu erhöhen. Sie haben auch die Aufgabe, die anderen Mitarbeiter über die Aktivitäten des Gesundheitszirkels auf dem Laufenden zu halten und auch deren Meinungen mit einzubringen.
Die Treffen finden in der Regel im zweiwöchentlichen Rhythmus für etwa eine Stunde statt, dies über einen Zeitraum von einem halben Jahr.
Gesundheitszirkel haben das Potenzial, für die Führungspersonen Überraschendes zu Tage zu fördern. Dies können u. a. Mängel im psycho-sozialen Bereich, bedingt durch die Arbeitsorganisation oder die Führung, sein. Daher ist die Bereitschaft der Führungspersonen, Kritik auszuhalten und mit den Mitarbeitern Veränderungen herbeizuführen, wesentlich für einen Erfolg des Gesundheitszirkels.